# 새대래크구
새대래크구(아제르바이잔어: Sədərək rayonu)는 아제르바이잔의 자치 공화국인 나흐츠반 자치 공화국 북서부에 위치한 구로 행정 중심지는 새대래크이며 면적은 151.34km2, 인구는 12,613명이다. 북쪽으로는 아르메니아, 남쪽으로는 이란과 국경을 접한다. 아르메니아 영토에 둘러싸여 있는 월경지인 카르키(Karki)를 포함하고 있는데 카르키는 1992년 나고르노카라바흐 전쟁 이후부터 아르메니아의 점령 상태에 있다. 카르키에 살던 아제리계 주민들은 켄겔리구의 신(新) 카르키로 이주하였다.